# Le Chantage (Prison Break)
Pour les articles homonymes, voir Chantage (homonymie).
Le Chantage est le 41e épisode du feuilleton télévisé Prison Break et le 19e de la deuxième saison. 

## Résumé
Alors que C-Note est suspendu dans le vide, un gardien l'aperçoit, ouvre sa cellule et le décroche, tandis qu'un autre gardien coupe la corde. A l'infirmerie, C-Note demande au gardien la permission d'utiliser un téléphone, lui affirmant que les vies de ses proches sont en danger. Le gardien finit par accepter et C-Note parle à l'agent Lang. Il exige d'avoir l'agent Mahone au téléphone. Lang transfère l'appel à l'agent Wheeler. Aux abois, C-Note l'implore de le laisser parler à Mahone: « I'll do whatever you want, but don't hurt them. » (« Je ferai ce que vous voulez, mais ne leur faites pas de mal. ». Un peu plus tard, dans une salle d'interrogatoire, l'agent Wheeler discute avec C-Note. Brandissant un petit magnétophone, il lui garantit sa sécurité s'il accepte de lui révéler tout ce que Mahone a fait et dit. 
A Chicago, Illinois, près de l'hôtel Grand Carlisle, la Présidente Caroline Reynolds traverse l'avenue Beaumont avec son cortège. Elle salue la foule, tandis que Paul Kellerman la regarde par le biais de la lunette de visée de son fusil de sniper. 
Michael Scofield, Lincoln Burrows et Sara Tancredi mettent fin à leur entretien avec Cooper Green et lui confirment qu'il ne peut rien faire de plus pour les aider. Lincoln annonce qu'il va solliciter l'aide de son vieil ami des docks, Derek Sweeney. Michael va faire tout son possible pour obtenir leur grâce présidentielle. Avant de partir, il déclare à Lincoln et Sara qu'il les aime tous les deux. Lincoln s'en va peu de temps après, laissant seule Sara dans la chambre d'hôtel. 
L'agent du FBI Alexander Mahone montre son insigne à la femme de ménage qui lui donne un double de la clé de la chambre de Sara. Il ouvre la porte, pénètre à l'intérieur et ressort, tandis que Sara reste silencieusement cachée sous le lit. Elle tente de s'en aller mais Mahone lui barre le chemin en pointant son arme sur elle. Il lui demande de lui indiquer l'endroit où se trouve Michael. Comme elle lui affirme qu'elle ne sait rien et qu'elle a décidé de quitter Michael, Mahone lui récapitule toutes les fois où elle a rencontré Michael depuis son évasion et lui assure qu'il est parfaitement conscient qu'elle sait où il est. 
A l'aéroport international de Mexico (Mexique), T-Bag attend anxieusement de pouvoir récupérer son sac contenant les cinq millions de dollars de Charles Westmoreland. Soudain, il aperçoit Bellick. Tendu, il s'éloigne furtivement et tente de retrouver son sac dans la section extérieure du tapis roulant. Un bagagiste le repère et tente de l'arrêter. Une lutte s'engage et T-Bag est forcé de s'enfuir en courant lorsque l'alarme retentit. 
Dans un chantier naval, Lincoln entre en contact avec son ami Derek Sweeney. Celui-ci lui devant un service, Lincoln écrit sa demande sur un morceau de papier en précisant qu'il en a besoin le jour-même. Derek hésite ne souhaitant pas de problèmes pour sa famille puis finit par accepter. Plus tard, il remet à Lincoln trois billets avec un peu d'argent en lui souhaitant bonne chance. 
Pendant le bain de foule de la présidente, Kellerman continue de la tenir en joue lorsque Michael retient la main de Caroline. Il est rapidement appréhendé tandis que Caroline découvre dans sa main un message: « We have the tape » (« Nous avons l'enregistrement »). Les hommes en costume qui ont arrêté Michael l'entraînent menotté, vers la cuisine d'un hôtel et le font asseoir sur une chaise en évidence. L'agent William Kim apparaît, ordonnant à ses hommes de confisquer toutes les caméras dans la zone et de le laisser seul avec Michael. Puis, il tente de l'interroger en lui réclamant en vain où se trouve son frère. Il saisit alors l'opportunité d'informer Michael sur son enrôlement dans une académie militaire et le frappe plusieurs fois violemment. 
Fernando Sucre est dans la maison de sa tante, au lit avec Maricruz Delgado lorsqu'il reconnaît, en regardant les informations télévisées, T-Bag s'enfuyant de l'aéroport près du tapis roulant à bagages. Il devine immédiatement que T-Bag a dû essayer de récupérer la valise contenant l'argent de Westmoreland. Il dit à Maricruz qu'il a l'intention de les récupérer mais elle lui répond que ce n'est pas nécessaire. Ils s'embrassent et Sucre s'en va. À son retour, il s'inquiète de trouver la maison vide lorsque Bellick surgit soudainement pointant un taser T-22 sur lui et tenant une paire de menottes. Bellick escorte un Sucre menotté hors de la maison en lui racontant les circonstances de la mort du Disjoncté et que 100 000 dollars sont offerts pour chacune de leurs têtes. Sucre apprend alors à Bellick que les cinq millions de dollars sont très proches et qu'il est prêt à lui révéler leur emplacement s'il accepte de le laisser libre pour toujours. Bellick écoute avec grand intérêt cette proposition. 
Dans la chambre d'hôtel, Mahone montre ses pilules et en avale une devant Sara. Elle lui dit qu'elle sait reconnaître un junkie lorsqu'elle en voit un et lui demande quel genre de drogue il prend. Mahone répond: « Do you want one? » (« Vous en voulez une? ») tandis qu'il lui tend une de ses pilules. Sara la reconnaît et précise à Mahone que la Benzodiazépine est un tranquillisant très puissant et qu'il est en train de se détruire. Ils parlent de leurs problèmes réciproques et Sara lui répète qu'il a besoin d'aide. Quand le téléphone portable de Sara sonne, elle parvient à saisir l'arme de Mahone d'un geste vif. Puis, elle récupère son téléphone et sort de la chambre. En réalité, l'arme n'est pas chargée et Mahone appelle l'agent Lang qu'il avait précédemment contactée pour qu'elle suive Sara et les mener ainsi jusqu'à Michael Scofield.
Michael Scofield crache du sang lorsque la Présidente Reynolds surgit et dit à l'agent Kim qu'elle souhaite rester seule avec le fugitif. Mécontent, Kim se retire. Michael parle avec Caroline de l'enregistrement. Il soutient que vingt copies ont été placées dans vingt endroits différents et que l'enregistrement sera révélé au public à moins qu'elle leur accorde à son frère et à lui la grâce présidentielle. Il lui permet de parler à Lincoln au téléphone qui lui fait écouter l'enregistrement.
Il s'agit d'une conversation entre Reynolds et son frère Terrence Steadman. Ils parlent vaguement de la "fausse" mort et de la condamnation de Lincoln mais surtout ils laissent entendre qu'ils entretenaient des relations incestueuses. Choquée, Caroline presse Michael de lui dire si la mort de son frère a été rapide et sans douleur. Il lui relate alors les circonstances exactes du suicide de Steadman. Caroline prévient Michael sur la puissance du Cartel, elle lui révèle qu'elle-même n'est qu'un pion et tout est désormais hors de son contrôle. Elle compare le Cartel à un cancer qui consume l'Amérique. Néanmoins, Michael lui demande d'accorder sa grâce présidentielle le jour-même, que cela doit être annoncé publiquement lors d'une conférence de presse tandis qu'il pourra quitter la zone sans être suivi. Acculée, Caroline n'a pas d'autre choix que d'accepter les termes de Michael.
Reynolds va à la rencontre de l'agent Kim et lui demande de relâcher Michael. Choqué, il refuse. Reynolds lui rappelle alors d'une voix cinglante qu'elle est le commandant en chef et qu'il n'est qu'un laquais. Libéré, Michael passe devant l'agent Kim et ses hommes et sort de la cuisine. Il va au lieu de rendez-vous qu'il avait donné à Sara. Après plusieurs essais infructueux, il réussit à la contacter au téléphone et est heureux de lui annoncer la nouvelle. Puis, il part rejoindre Lincoln au chantier naval où il a de nouveau le plaisir de lui apprendre que leur plan a réussi. Ils s'installent devant la télévision pour écouter la conférence de presse de la Présidente.
L'agent Kim entre dans une limousine, où il converse avec le général Jonathan Krantz. Kim l'informe de la situation avec Caroline; du fait qu'elle a toujours joué le jeu avec le Cartel mais qu'elle s'apprête à transgresser les règles en graciant les deux frères. Krantz l'écoute silencieusement puis lui tend un dossier sur lequel figure le nom de SONA.
Quelques instants plus tard, Kim arrête Caroline avant qu'elle n'entre dans la salle de conférence, lui assurant qu'ils connaissent également ses secrets. La Présidente Reynolds commence à expliquer aux journalistes qu'elle va faire une annonce très importante. Au lieu de gracier les deux frères, elle leur dit qu'elle souffre d'un cancer et qu'elle est obligée de quitter son poste de présidente. Sa démission est effective immédiatement. Furieux, Lincoln lance sa bouteille de bière, tandis que Michael, sous le choc, réalise qu'il ne leur reste plus qu'à disparaître pour toujours.

## Informations complémentaires

### Culture
- Le titre original « Sweet Caroline » (« Douce Caroline ») est également le titre d'une chanson de Neil Diamond sortie en 1969. Elle était classée 4e au billboard américain. Dans l'épisode, c'est Terrence Steadman qui appelle sa sœur ainsi. De plus, la Caroline à laquelle Diamond fait référence dans sa chanson est la fille d'un président des États-Unis, la fonction de Caroline Reynolds.

- L'article II de la Constitution américaine définit la fonction du Président des États-Unis ainsi que les pouvoirs qui lui sont attribués, dont le droit de grâce (« Power to grant [...] Pardons »)[2]. Ce pouvoir concerne uniquement les crimes perpétrés contre les États-Unis (crime fédéral). L'évasion et la complicité d'évasion étant des crimes fédéraux[3],[4], c'est la raison pour laquelle Michael et Lincoln peuvent effectuer cette demande à la Présidente Reynolds.

- Le dossier que le général Jonathan Krantz tend à l'agent Kim a pour nom « SONA ». Soná est une ville panaméenne, capitale du district homonyme. Dans la série, c'est là-bas que se trouve une prison de haute sécurité.

### Erreur
- Lincoln ayant été condamné par l'Illinois (et non par le gouvernement fédéral) pour le meurtre de Terrence Steadman, la présidente Caroline Reynolds ne peut pas lui accorder sa grâce pour ce dernier. Cette responsabilité revient en fait au gouverneur de l'Illinois comme cela est, entre autres, évoqué dans l'épisode Comme un rat. Ainsi, même si Caroline Reynolds avait gracié les deux frères, Lincoln serait resté condamné à mort pour le meurtre du sien.

### Divers
- Patricia Wettig (Caroline Reynolds) fait un retour dans le feuilleton après dix-huit épisodes d'absence et est mentionné dans le générique en tant que « special guest star » (« acteur invité »).

- Hormis Marshall Allman (L.J. Burrows), tous les acteurs principaux apparaissent au complet. Toutefois, Paul Adelstein (Paul Kellerman) ne prononce pas un seul mot.

- Lors de la conférence de presse, Caroline Reynolds annonce sa démission en affirmant qu'elle est atteinte d'une forme maligne de cancer. Ce choix n'est pas anodin car c'est l'image qu'elle avait utilisée en désignant le Cartel lorsqu'elle parlait avec Michael. Et c'est le Cartel par l'intermédiaire de l'agent Kim qui l'oblige à prendre cette décision.

## Accueil critique
Aux États-Unis, cet épisode a été suivi par 9,73 millions de téléspectateurs. Il s'est placé une nouvelle fois en deuxième position derrière NBC. 
Dans l'ensemble, les critiques ont été très positives, ainsi le chroniqueur du The San Diego Union-Tribune a donné un "A" à Le Chantage. Il a particulièrement apprécié le retour de la Présidente Caroline Reynolds, qu'il a trouvée glaciale à souhait : « The Queen of Cold » (« La reine de Glace »), égocentrique : « She sacrificed herself to save, well, herself. » (« Elle s'est sacrifiée elle-même pour sauver, et bien... elle-même. ») et d'une grande présence d'esprit : « Most impressive of all was how she managed to come up with her out in just a matter of seconds. » (« Le plus impressionnant de tout a été comment elle est parvenue à s'en sortir en quelques secondes. »). 
De son côté, Kate Sullivan de Entertainment Weekly a trouvé hilarantes les réponses cinglantes de Mahone aux tentatives de Sara de comprendre ses problèmes de drogue et très ingénieux son plan pour faire suivre la jeune femme : « Mahone was brilliant yet again. » (« Encore une fois, Mahone était brillant. »). Elle s'adresse également aux fans du couple Michael-Sara « MiSa » en soulignant le caractère très pudique de cette relation en leur demandant « Was Michael's I love you both more emotionally satisfying than his first Me too? » (« Est-ce que le "Je vous aime tous les deux" de Michael était plus satisfaisant émotionnellement que son premier "Moi aussi"? »).
Peter Brown du IFMagazine lui a donné un "A -". Il s'étonne tout de même que Scofield souligne qu'ils n'ont plus qu'un seul choix : « run! » (« courir! »). Il estime que l'enregistrement aurait au moins pu servir à Lincoln. Il apprécie également le fait que plusieurs intrigues secondaires (T-Bag, Bellick, Sucre) semblent se rejoindre : « This will be a good way to resolve this subplot since they have been almost self-contained all season. » (« Ce sera une bonne façon de résoudre ce sous-complot puisqu'ils ont été presque indépendants toute la saison. »).
Le critique de IGN a accordé un "10" à cet épisode. Il ne lui a pas trouvé de défaut et estime que c'est un épisode de Prison Break de première qualité: « More happens in this single episode than we see in entire seasons of other shows. » (« Il se passe plus de choses dans ce simple épisode que dans des saisons entières d'autres séries. ») .
La chroniqueuse de TV Fodder considère également qu'il y avait énormément de rebondissements dans Le Chantage: « If you thought that last week's episode was uneventful, this one will make your head explode... » (« Si vous aviez trouvé que l'épisode de la semaine dernière était monotone, celui-ci fera exploser votre tête. »).
Toutefois, le critique de UGO n'est pas emballé par l'histoire autour de la conspiration et a préféré le face à face entre Sara et Mahone: « Is the conspiracy element of the show somehow weighing it all down? » (« Est-ce que quelque-part l'intrigue autour de la conspiration n'entraînerait pas l'ensemble vers le bas? »).